# Pseudotriccus
Pseudotriccus é um gênero de ave da família Tyrannidae.
Contém as seguintes espécies:
- Pseudotriccus pelzelni
- Pseudotriccus ruficeps
- Pseudotriccus simplex